# مبرهنة باكر
تدخل مبرهنة باكر في إطار نظرية الأعداد المتسامية، ونعطي أدنى حد لقيمة مطلقة من التركيبات الخطية من لوغاريتمات الأعداد الجبرية. سميت هذه المبرهنة هكذا نسبة إلى آلان باكر.